# Troy Tulowitzki
Troy Trevor Tulowitzki (ur. 10 października 1984) – amerykański baseballista, który występował na pozycji łącznika.

## Przebieg kariery
Tulowitzki studiował na Long Beach State University, gdzie grał w drużynie uniwersyteckiej Long Beach State 49ers przez trzy sezony. W 2005 roku został wybrany w drafcie w 1. rundzie z numerem siódmym przez Colorado Rockies i początkowo występował w klubach farmerskich tego zespołu, między innymi w Modesto Nuts i Tulsa Drillers. W Major League Baseball zadebiutował 30 sierpnia 2006 roku w meczu przeciwko New York Mets. W 2007 w głosowaniu do nagrody MLB Rookie of the Year Award w National League, zajął drugie miejsce za Ryanem Braunem z Milwaukee Brewers.
10 sierpnia 2009 w spotkaniu z Chicago Cubs zaliczył cycle jako piąty zawodnik Colorado Rockies w historii. W tym samym sezonie w głosowaniu na najbardziej wartościowego zawodnika zajął piąte miejsce. W lipcu 2010 po raz pierwszy w karierze wybrano go do Meczu Gwiazd, jednak nie wystąpił z powodu kontuzji; zastąpił go José Reyes z New York Mets. W listopadzie 2010 roku podpisał nowy sześcioletni kontrakt wart 120 milionów dolarów. 3 maja 2014 w meczu przeciwko New York Mets zaliczył 1000. odbicie w MLB.
28 lipca 2015 w ramach wymiany zawodników przeszedł do Toronto Blue Jays. 28 lipca 2017 w meczu przeciwko Los Angeles Angels doznał skręcenia prawej kostki podczas próby zdobycia pierwszej bazy. Kontuzja wykluczyła go z gry również w sezonie 2018. W styczniu 2019 został zawodnikiem New York Yankees. 25 lipca 2019 ogłosił zakończenie swojej zawodniczej kariery.

## Nagrody i wyróżnienia
| Nagroda/wyróżnienie     | Lata                         | Źródło |
| 5× All-Star             | 2010, 2011, 2013, 2014, 2015 | [ 2 ]  |
| 2× Gold Glove Award     | 2010, 2011                   | [ 14 ] |
| 2× Silver Slugger Award | 2010, 2011                   | [ 15 ] |